# Emballonura semicaudata
Emballonura semicaudata é uma espécie de morcego da família Emballonuridae. Pode ser encontrada em Samoa Americana, Fiji, Guam, Micronésia, Palau, Samoa, Tonga e Vanuatu.
Os seus habitats naturais são: cavernas. Está ameaçada por perda de habitat.